# HINABINGO!
《HINABINGO!》是日本女子偶像團體日向坂46冠名演出的深夜綜藝節目系列，由日本電視台製播、搞笑藝人小籔千豐主持。自2019年4月16日首度播出，播出時間為日本時間每週一深夜25時29分－59分（即週二凌晨1時29分－59分），每集長約30分鐘。目前已播出2季。

## 概要
本節目系列為繼AKB48的《AKBINGO!》、乃木坂46的《NOGIBINGO!》及櫸坂46的《KEYABINGO!》之後，以「BINGO!」冠名的全新偶像節目系列。

## HINABINGO!

### 演出人員
- 主持人
  - 小籔千豐
- 日向坂46
  - 1期生 : 井口真緒、潮紗理菜、柿崎芽實、加藤史帆、齊藤京子、佐佐木久美、佐佐木美玲、高瀨愛奈、高本彩花、東村芽依
  - 2期生 : 金村美玖、河田陽菜、小坂菜緒、富田鈴花、丹生明里、濱岸日和、松田好花、宮田愛萌、渡邊美穗
  - 3期生 : 上村日菜乃
- 其他
  - 第四、六集 - 安井友梨[2][3]

### 播出日期及內容
| 2019年 | 2019年         | 2019年 | 2019年                                               |
| 集數   | 播放日期       | 内容   | HINA ROOM                                            |
| ------ | -------------- | ------ | ---------------------------------------------------- |
| 1      | 2019年04月16日 | （）   | 加藤史帆、柿崎芽實、佐佐木久美、上村日菜乃、小坂菜緒 |
| 2      | 2019年04月23日 | （）   | 潮紗理菜、丹生明里、渡邊美穗、高瀨愛奈、井口真緒     |
| 3      | 2019年04月30日 | （）   | 高本彩花、河田陽菜、佐佐木美玲、金村美玖、富田鈴花   |
| 4      | 2019年05月07日 | （）   | 井口真緒、齊藤京子、金村美玖、丹生明里、渡邊美穗     |
| 5      | 2019年05月14日 | （）   | 佐佐木久美、東村芽依、松田好花、宮田愛萌、上村日菜乃 |
| 6      | 2019年05月21日 | （）   | 加藤史帆、潮紗理菜、佐佐木美玲、小坂菜緒、河田陽菜   |
| 7      | 2019年05月28日 | （）   | 渡邊美穗、佐佐木美玲、高瀨愛奈、丹生明里、佐佐木久美 |
| 8      | 2019年06月04日 | （）   | 富田鈴花、齊藤京子、潮紗理菜、上村日菜乃、松田好花   |
| 9      | 2019年06月11日 | （）   | 高本彩花、東村芽依、小阪菜緒、宮田愛萌、金村美玖     |
| 10     | 2019年06月18日 | （）   | 松田好花、渡邊美穗、齊藤京子、高本彩花、高瀨愛奈     |
| 11     | 2019年06月25日 | （）   | 加藤史帆、東村芽依、富田鈴花、井口真緒、宮田愛萌     |

### 工作人員
- 企划制作：秋元康
- 構成：平出尚人、三田卓人、栗坂祐輝、平川達矢
- TM：木村博靖
- SW：萩野高康
- 摄影：早川智晃
- 音声：宮内貞
- VE：鈴木昭博
- LD：長谷川剛史
- 美术制作：栗原和也、大川朋子
- 设计：小川裕史
- 大道具：永瀨雅俊
- 小道具：伊澤英樹
- 服裝：栗田佐智子
- 技術協力：NiTRo（日语：日テレ・テクニカル・リソーシズ）
- 影像協力：日本電視台美術公司
- 剪接：川尻一弘（IKAROS）
- MA：中川弘徳（IKAROS）
- 音效：伊藤匡祐
- TK：山沢啓子
- 企劃協力：窪田康志（AKS）、佐野裕一（田邊音樂出版）
- 「HINABINGO!」製作委員会：（岡田五知信、高島陽子、土岐洋久、山崎隼、加賀美頌、西原宗実、荒井智美）
- Disc：當田駒子
- AD：波多野詩織、若槻春乃、松本奈奈、山川大輔、山本美咲
- 導演：清水克洋、丸山太嘉志、寺野慎一郎、平澤賢宗、荒井悠希、小澤博之、柳川雄洋
- 演出：渡邊政次
- 內容製作：毛利忍（日语：毛利忍）、植野浩之
- 製作人：井原亮子、今井康則、柴田雅美、日下潤
- 總製作人：納富隆治
- 製作協力：acro、えすと
- 企画制作：日本電視台
- 製作著作：「HINABINGO!」製作委員會

過去的工作人员
- 「HINABINGO!」製作委員會：（加宮貴博、櫻井紀子）
- AD：下里はつみ、藤田博行
- 導演：日野力、吉岡大介
- 製作人：大友有一

## HINABINGO! 2

### 演出人員
- 主持人
  - 小籔千豐
- 日向坂46
  - 1期生 : 井口真緒、潮紗理菜、加藤史帆、齊藤京子、佐佐木久美、佐佐木美玲、高瀨愛奈、高本彩花、東村芽依
  - 2期生 : 金村美玖、河田陽菜、小坂菜緒、富田鈴花、丹生明里、濱岸日和、松田好花、宮田愛萌、渡邊美穗
  - 3期生 : 上村日菜乃

### 播出日期及內容
| 2019年 | 2019年   | 2019年                                       | 2019年                                             |
| 集數   | 播放日期 | 内容                                         | HINA ROOM                                          |
| ------ | -------- | -------------------------------------------- | -------------------------------------------------- |
| 1      | 7月16日  | 日向坂46想要為你而唱 （日向坂46あなたのために歌いたい!）                    | 小坂菜緒、齊藤京子、佐佐木美玲、濱岸日和、宮田愛萌 |
| 2      | 7月23日  | 全員夏季浴衣對決 （全員浴衣で祭り対決!）                        | 河田陽菜、加藤史帆、丹生明里、潮紗理菜             |
| 3      | 7月30日  | 日向坂46想嘗試的新職業 （日向坂46が夢の新規事業を実演プレゼン!）                  | 井口眞緒、佐佐木久美、高本彩花、東村芽依、高瀬愛奈 |
| 4      | 8月6日   | 日向坂46的熱烈希望企画 前半戰 （日向坂46の熱烈希望企画 前半戦）           | 小坂菜緒、上村日菜乃、渡邊美穂、金村美玖、松田好花 |
| 5      | 8月13日  | 日向坂46的熱烈希望企画 後半戰 （日向坂46の熱烈希望企画 後半戦）           | 加藤史帆、高瀬愛奈、高本彩花、富田鈴花、丹生明里   |
| 6      | 8月20日  | 日向坂46成員自己的老婆選拔賽 （日向坂メンバーが選ぶ嫁にしたい日向坂メンバーは?）            | 潮紗理菜、東村芽依、宮田愛萌、河田陽菜、佐佐木久美 |
| 7      | 8月27日  | 彩花出品 小學生都懂的簡易科學講座 （彩花プリンセスが魔法で暴走?電流50万ボルトで悲鳴!涙も）       | 潮紗理菜、佐佐木美玲、松田好花、高瀬愛奈、丹生明里 |
| 8      | 9月3日   | 日向坂成員生態調查 （日向坂メンバー発案&仕掛け人の生態調査!）                      | 上村日菜乃、金村美玖、宮田愛萌、河田陽菜           |
| 9      | 9月10日  | 日向坂46是生誕委員會! 祝小籔46歲生誕祭! （日向坂46が生誕委員に! 祝こやびん46生誕祭!） | 高本彩花、東村芽依                                 |
| 10     | 9月17日  | 小籔46和日向坂46進行Koyabingo大對決 （こやびん46と日向坂46が激突｢コヤビンゴ｣）     | 上村日菜乃                                         |
| 11     | 9月24日  | 解謎吧！日向坂逃脫遊戲 （こやびん46&上村ひなの15歳からの挑戦状! 日向坂46が私服で挑む!）                  | 井口眞緒、加藤史帆、富田鈴花、渡邊美穂、佐佐木久美 |

### 工作人員
- 企划制作：秋元康
- 構成：平出尚人、三田卓人、栗坂祐輝、平川達矢
- TM：木村博靖
- SW：萩野高康
- 摄影：早川智晃
- 音声：宮内貞
- VE：鈴木昭博
- LD：高橋正彦
- 美术制作：栗原和也、大川朋子
- 设计：小川裕史
- 大道具：永瀨雅俊
- 小道具：伊澤英樹
- 服裝：栗田佐智子
- 技術協力：NiTRo（日语：日テレ・テクニカル・リソーシズ）
- 影像協力：日本電視台美術公司
- 剪接：川尻一弘（IKAROS）
- MA：中川弘徳（IKAROS）
- 音效：伊藤匡祐
- TK：山沢啓子
- 企劃協力：窪田康志（AKS）、佐野裕一（田邊音樂出版）
- 「HINABINGO!2」製作委員会：（岡田五知信、高島陽子、土岐洋久、山崎隼、加賀美頌、西原宗実、荒井智美）
- Disc：當田駒子
- AD：波多野詩織、若槻春乃、松本奈奈、山川大輔、山本美咲
- 導演：清水克洋、丸山太嘉志、寺野慎一郎、平澤賢宗、荒井悠希、小澤博之、柳川雄洋
- 演出：渡邊政次
- 內容製作：毛利忍（日语：毛利忍）、植野浩之
- 製作人：井原亮子、今井康則、柴田雅美、日下潤
- 總製作人：納富隆治
- 製作協力：acro、えすと
- 企画制作：日本電視台
- 製作著作：「HINABINGO!2」製作委員會

## 外部連結
- 第1季官方網站 （日語）
- 第2季官方網站 （日語）
- HINABINGO!的X（前Twitter） （日語）